# NGC 7713
NGC 7713 (другие обозначения — PGC 71866, ESO 347-28, MCG -6-51-13, AM 2333-381) — галактика в созвездии Скульптор.
Этот объект входит в число перечисленных в оригинальной редакции «Нового общего каталога».